# 曾启亮
曾启亮（1975年5月10日—），中国前男子游泳运动员，专项为蛙泳。他曾在澳大利亚珀斯举行的1998年世界游泳錦標賽中获得男子100米蛙泳银牌，这是中国男子游泳运动员在世锦赛上的第一枚奖牌。